# 자의식

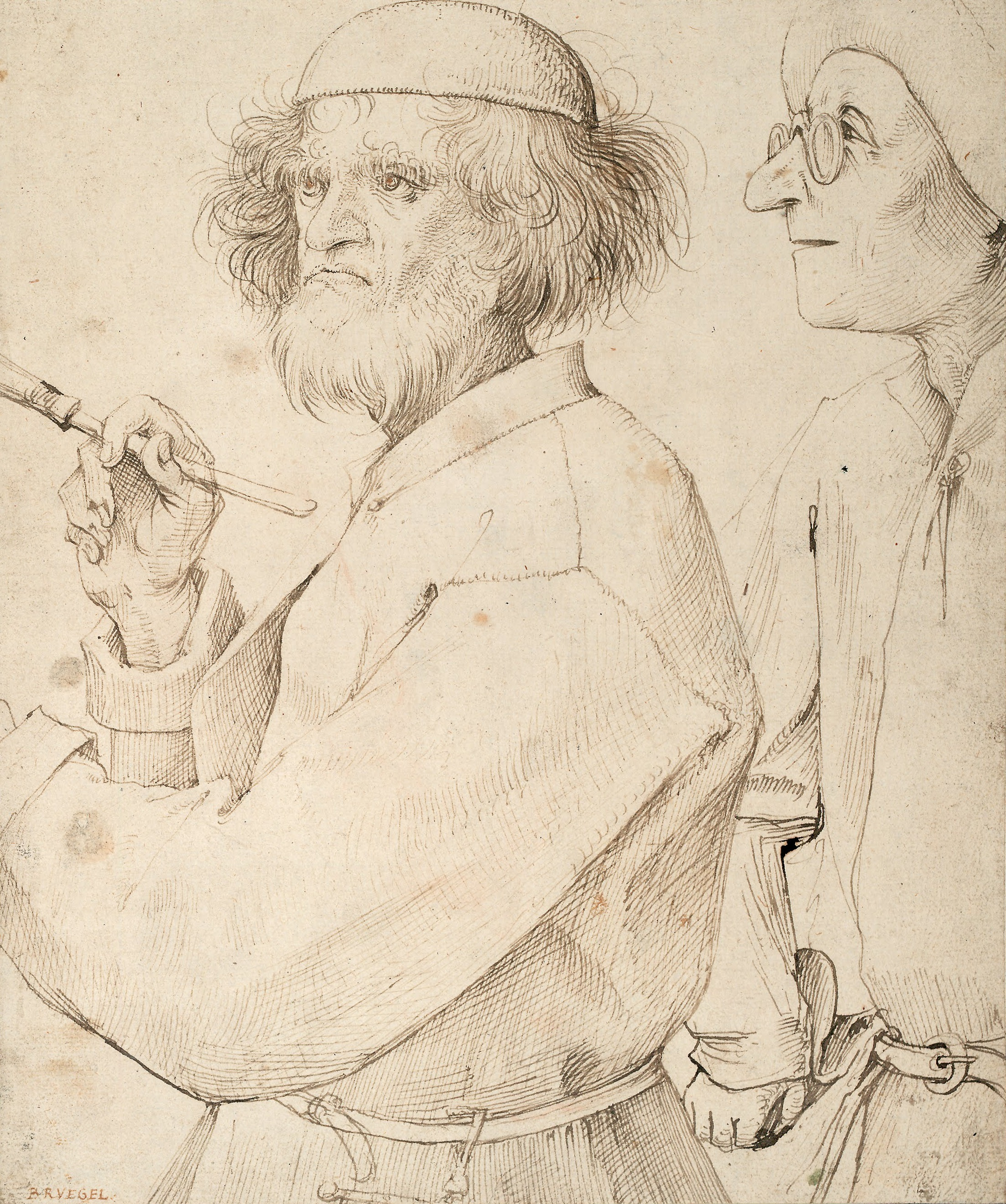
화가와 구매자(The Painter and the Buyer) (1565).
피터 브뤼겔(Pieter Brueghel the Elder) 작품, 화가는 자화상을 그리는 것으로 보임.

자아철학(philosophy of self)에서, 자의식 또는 자기인식, 자기지각, 자아인식(self-awareness)은 자신의 인격(personality)이나 개별성(individuality)에 대한 경험이다. 감각질(qualia)에서 경험되는 의식(consciousness)과 혼동해서는 안된다. 의식은 개인의 환경, 신체, 생활양식을 인식(awareness)하고 있는 상태이지만, 자의식은 그러한 인식을 알아차리고 있는 것이다. 자의식은 개인이 의식적으로 자신의 성격(character), 느낌, 동기, 욕구(desire)를 잘 알고 이해하는 방식이다. 자의식에는 크게 내적 자의식(internal self-awareness)과 외적 자의식(external self-awareness) 두 범주가 있다.

## 신경생물학적 기반

### 개요
두뇌(brain) 중 어느 부위가 자의식을 갖게 하고 어떻게 자의식을 갖도록 생물학적으로 설계되는지에 대한 의문이 존재한다. 라마찬드란(Vilayanur S. Ramachandran)은 거울뉴런(mirror neuron)이 자의식의 신경학적 기반을 제공한다고 추측한다. 엣지기금(Edge Foundation)을 위해 작성한 2009년 에세이에서, 라마찬드란은 자신의 이론에 대하여 다음과 같이 설명하였다. "또한 나는 이러한 뉴런들이 타인의 행동을 모방할 뿐만 아니라 당신이 갖고 있는 초기 두뇌 처리 과정에 대한 2차표상(second-order representations) 혹은 메타표상(meta-representations)들을 만들어 내기 위하여 '안으로/내면으로(inward)' 구부러질 수 있다고 본다. 이는 내성(內省, introspection)의 신경 기반이자, 자의식과 타의식(other-awareness)의 상호성(reciprocity)에 대한 신경기반이 될 수 있다. 이중 무엇이 먼저 발달하는지에 대한 '닭이 먼저냐 달걀이 먼저냐 문제(chicken-or-egg question)'가 확실히 존재한다. 그러나... 핵심은 이 두 가지는 공동으로 발달하는 것으로, 근대적 인간을 특징짓는 성숙한 자기표상(representation of self)을 만들어 내도록 상호 강화한다는 것이다."

### 신체
신체 (자)의식(Bodily (self-)awareness)은 고유수용성감각(proprioception)과 심상(visualization)과 관련 있다.

#### 건강
보건 및 의학 분야에서, 신체의식은 다양한 내인감각(internal sensation)에 정확하게 초점을 맞추는 능력 전반을 나타내는 구성체이다. 고유수용성감각과 내부 수용 감각(내수용 감각, interoception)은 다양한 감각을 의식적으로 인식하게 한다. 고유수용성감각은 근육, 관절, 자세, 균형 감각에 집중하게 하지만, 내부감각은 심박 변동, 호흡, 폐 질환, 포만감 등 내부 장기의 감각을 결정하는데 사용된다. 지나치게 예민한 신체의식(over-acute body-awareness), 덜 예민한 신체의식(under-acute body-awareness), 왜곡된 신체의식(distorted body-awareness)은 비만, 거식증(anorexia nervosa), 만성 관절염과 같은 장애나 질병에 나타나는 증상들이다. 예를 들어, 거식증 환자는 포만감에 대한 인지가 왜곡되어 있다.

#### 발달
인간 발달에 있어 신체적 자의식이란, 물리적 성질(physical property)을 보유하며 다른 대상(other object)과 상호작용할 수 있는 물리적 대상(physical object)으로서 자신의 몸을 의식하는 것이다. 실험을 통해, 수개월 된 젖먹이 영아들도 자신들이 받은 고유수용성감각 정보와 시각 정보 사이의 관계를 의식하고 있다는 것이 밝혀졌다. 이는 일인칭 자의식(first-person self-awareness)이라 한다.
생후 18개월 정도가 되면, 아이들은 반영적 자의식(reflective self-awareness)을 개발하기 시작한다. 반영적 자의식은 신체적 자의식의 다음 단계로서 아이들은 반사된 모습이나 거울 및 사진 속 자신의 모습을 알아차리기 시작한다. 신체적 자의식 단계를 통과하지 못한 아이들은 무언가에 비춰진 자신의 반영을 다른 아이로 인식하고 반응하여, 마치 얼굴을 맞대고 다른 누군가를 바라보고 있는 것처럼 행동한다. 반면에 이러한 자의식에 도달한 아이들은 자기가 자기 모습을 보는 것을 인지하여, 거울로 얼굴에 흙이 묻은 모습을 보면 자기 얼굴을 닦아낸다.
반영적 자의식 획득 직후, 아이는 자신의 신체에 대하여 다른 대상과 상호작용하고 다른 대상에 영향을 주기도 하는 물리적 대상으로서 시공간 내에서 인지하는 능력을 개발한다. 예를 들어, 담요 위에 놓여진 유아는 누군가에게 담요를 건너주라는 요청을 받으면 담요를 들 수 있도록 담요에서 벗어나야 한다는 것을 안다. 이것은 신체적 자의식의 마지막 단계로서 대상적 자의식(objective self-awareness)이라고 한다.

### 동물

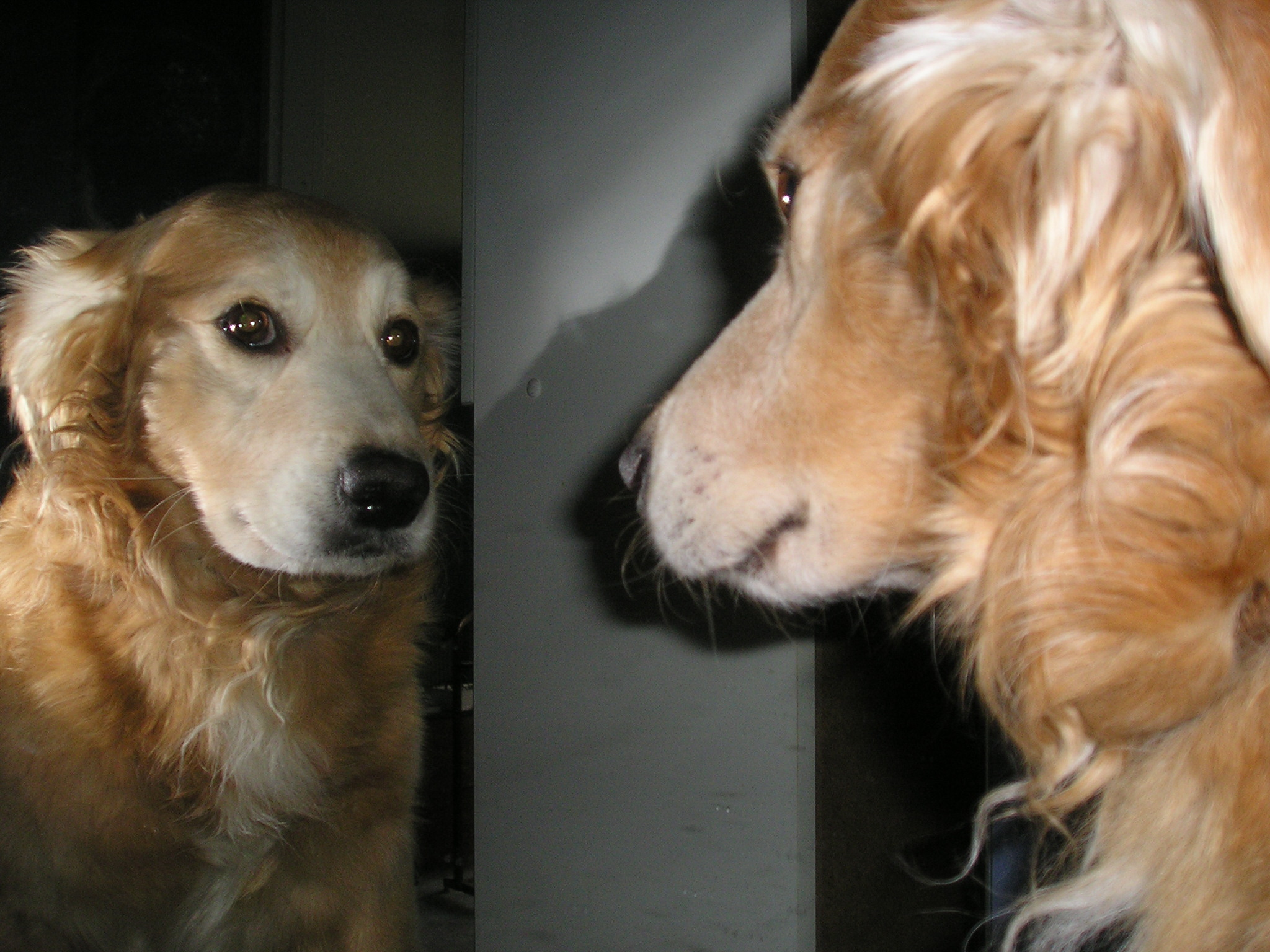
거울 테스트(mirror test)는 자의식의 간단한 측정법이다.

동물의 자의식 유무를 측정하는 연구에서는 주로 영장류가 이용되어 왔다. 유인원(ape), 원숭이, 코끼리, 돌고래가 자주 연구되었다. 최근에는 침팬지, 돌고래, 까치에 대한 연구가 진행되어 왔다. 동물의 자의식은 거울 자의식(mirror self-recognition)을 통해 이뤄진다.
거울 자의식을 보이는 동물은 다음 네 단계를 수행한다.
1. 사회적 반응(social response)
2. 신체적 거울 내성(physical mirror inspection)
3. 반복되는 거울 테스트(repetitive mirror testing behavior)
4. 점 테스트(the mark test) : 거울로밖에 볼 수 없는 지점의 점 등을 동물들이 스스로 만지는 것[11]

데이비드 데그라지아(David DeGrazia)는 동물에게 세 유형의 자의식이 있다고 한다. 첫번째는 신체적 자의식(bodily self-awareness)이다. 이러한 자의식은 동물이 스스로가 주변환경과는 다르다는 것을 이해하게 한다. 이는 또한 동물들이 스스로를 먹지 않는 이유가 되기도 한다. 신체적 자의식은 고유수용성감각과 감각(sensation)을 포함한다. 두번째는 사회적 자의식(social self-awareness)이다. 이는 고도로 사회적인 동물에게서 보이며, 생존을 위해 그들 내에서 각자의 역할을 가지고 있다는 것을 의식한다. 이는 동물들이 서로 상호작용하게 한다. 마지막은 내성적 자의식(introspective self-awareness)이다. 이는 느낌, 욕구, 신념을 이해하게 한다.
고든 갤럽(Gordon G. Gallup)이 고안하고 실험한 거울 테스트 중 하나인 빨간점 기법(red-spot technique)은 동물(영장류) 자의식을 연구한다. 무취의 붉은점을 마취된 영장류의 이마에 찍는다. 점을 이마에 찍었기에 거울로만 점을 볼 수 있다. 동물이 깨면, 거울 속 점을 보고 점을 위한 독립된 움직임을 보인다. 침팬지들은 거울을 본 후, 손가락을 가지고 점을 만지고, 점을 만진 손끝을 냄새맡아 본다. 갤럽은 "거울로 스스로를 인식할 수 있는 동물들은 자기자신을 떠올릴 수 있다"고 말한다. 다른 예는 코끼리가 있다. 코끼리 세 마리가 거울 앞에 있고, 실험자들은 코끼리가 비친 자기 모습을 볼 때의 반응을 연구한다. 코끼리들은 자기가 보고 있는 것을 아는지를 보기 위해 '리트머스 점 테스트(litmus mark test)'를 하게 된다. 이 보이는 점은 코끼리에 붙여젔고, 연구자들은 자의식의 큰 진보를 보고하였다. 코끼리가 보인 성공률은 원숭이나 돌고래와 같다.
침팬지나 기타 유인원은 연구에서 광범위하게 이용되고 있으며, 현재까지 동물 자의식과의 관련성에 있어 가장 설득력 있는 결론과 직접적인 증거를 통해 인간과 가장 많은 부분이 대응된다. 돌고래 역시 같은 결과를 얻었다. 뉴욕 수족관(New York Aquarium) 정신생물학자 다이애나 라이스(Diana Reiss)는 청백돌고래(bottlenose dolphin)가 거울로 자신을 알아볼 수 있다고 하였다.
또한 연구자들은 점 테스트나 거울 테스트를 이용하여 까치의 자의식을 연구한다. 조류 대부분이 부리 아래는 볼 수 없지만, 프라이어(H.Prior) 등은 붉은색, 노란색, 검은색 점을 까치의 목에 찍었다. 까치는 원래 검기 때문에 같은 검은색을 찍었다. 거울 앞에 서자, 붉은색과 노란색 점이 찍힌 까치들은 자신의 목을 긁었는데 이는 자신의 몸에 다른 무언가가 있다는 것을 이해한 것이다. 거울과 점을 가지고 한 실험에서 까치 다섯 마리 중 세 마리는 자기 지향적 행동 사례를 보였다. 까치는 거울로 다가가서 거울을 탐색하고 그 뒤를 쳐다보았다. 까치 하비(Harvey)는 거울 앞에 서서 부리로 물체를 집고 멈춰서서 날개를 위아래로 흔들었다. 자기에게 현재 무슨 일이 일어나는지 안다는 점에서 자의식을 나타낸다. 전문가들은 조류와 포유류에서의 자기인식(self-recognition)은 수렴 진화(convergent evolution) 사례가 될 수 있으며, 비록 다른 경로로 진행되긴 했지만 유사한 진화적 압력(evolutionary pressure)이 유사한 행동이나 특성(trait)을 야기한다고 하였다.
그러나 검은점이 찍힌 까치들에게서는 약간의 행동이 보였다. 연구에서는 검은점이 검은 깃털에 있어 연하게 보일 것이라고 가정되었다. 프라이어(Prior) 등은 "이는 처음 보는 점이 있는 자기 몸을 거울로 봄으로써 이런 행동이 나오게 되었다는 해석을 뒷받침하는 간접 증거"라고 하였다."
까치의 행동은 거울이 없을 때와는 뚜렷하게 대비된다. 거울 대힌 반사되지 않는 회색판이 같은 위치에 있을 때, 까치들은 어느 색깔의 점이든 상관없이 점에 대해 취하는 행동이 없었다. 프라이어 등의 데이터는 침팬지에서의 결론과도 정량적으로 연계된다. 점 테스트의 결론을 요약하면, 까치는 거울에 비친 상이 자기 자신의 몸이라는 걸 이해한다는 것, 까치는 자의식이 있다는 것이다.

### 협동과 진화 문제
자의식이 부재하거나, 이기주의와 이타주의를 구분하지 못하거나, 다른 개체의 감각질(qualia)에 대해 인지하지 못하여도, 유기체는 충분히 이타적일 수 있다. 이는 유기체가 타고난 환경 속에서 우연히 다른 개체를 이롭게 한 상황에 단순히 반응하여도 가능하다. 이타주의와 이기주의라는 개념이 부재한 상황 속에서 자의식이 감정적 공감기제의 필요성을 야기했다면, 이는 사회적 동물에 있어서 자의식 부재 상태에서 자의식 상태로의 진화를 막았을 것이다. 잔인함의 기반에 자의식이 있다는 가설을 버려야, 진화론이 자의식을 뒷받침할 수 있다.

## 심리학
자의식은 "이견은 있겠으나 발달론적 관점과 진화론적 관점에서 심리학의 가장 근본적인 이슈"였다.
듀발(Shelley Duval)과 위크룬트(Robert A. Wicklund)의 1972년 저서 『객관적 자의식 이론(A theory of objective self awareness)』으로부터 출발한 자의식 이론은, 우리가 자신에게 관심을 두면, 우리의 최근 행동을 평가하고 그것을 내면의 기준과 가치에 비교한다는 것이다. 이는 객관적 자의식(objective self-awareness)을 유도한다. 우리는 우리 자신에 대한 객관적 평가자로서 자기를 의식(self-conscious)하게 된다. 그러나 자의식은 자기의식(self-consciousness)과 혼동되어서는 안된다. 자의식은 다양한 감정 상태를 강화한다. 그러나 몇몇 사람들은 배출을 통해 자의식을 늘리기도 한다. 사람은 자의식을 갖추면 자기의 행동을 자신의 표준에 맞춘다. 사람은 자신의 개인적 기준에 부응하며 살지 않으면 부정적인 정서가 형성된다. 거울, 관중, 자기 모습 녹화, 목소리 녹음 등 다양한 환경적 단서나 상황은 자기 인식을 유도하기도 한다. 이러한 단초들은 기억력의 정확도를 높이기도 한다. 안드레아스 데메트리우(Andreas Demetriou)의 인지발달의 신피아제학파 이론(neo-Piagetian theories of cognitive development) 중 하나에서, 자의식은 탄생부터 사망까지 평생동안 체계적으로 발달하며, 일반 추론 과정의 발달에 주요인이 된다. 또한 최근 연구는 작업 기억(working memory), 인지 처리 속도(cognitive processing speed), 추론(reasoning)과 같은 처리 효율 기능(processing efficiency function)과 함께, 인지 처리(cognitive process) 관련 자의식도 일반적인 지성(intelligence)에 관여한다고 밝혔다. 앨버트 반두라(Albert Bandura)의 자기효능감(self-efficacy) 이론은 다양한 범주의 자의식에 기반한다. 반두라는 "다가올 상황에 대처하는데 필요한 행동 경로(courses of action)를 조직하고 수행하는 능력에 대한 믿음"이라고 정의하였다. 한 개인이 자신에 대하여 갖는 성과를 낼 수 있다는 믿음은 그 사람이 생각하고 행동하고 느끼는 것에 있어 단계를 설정한다. 자기효능감이 강한 사람의 경우 장애물들은 단지 극복해야 할 과제에 불과하며 실패에 쉽게 좌절하지 않는다. 이들은 자신의 약점과 능력을 잘 알고 있고 능력의 최대치를 끌어내어 사용할 줄 안다. 반면 자기효능감이 낮은 사람은 장애물들을 피하고 실패에 쉽게 좌절한다. 이들은 자신의 이러한 부정적인 반응을 잘 모르며 자신의 태도(attitude)를 바꾸지 않는다. 이 개념은 반두라의 사회인지 이론(social cognitive theory)의 핵심으로, "개인의 인격 발달에 있어서 관찰학습(observational learning), 사회 경험(social experience), 상호결정론(reciprocal determinism, 개인과 환경이 서로 영향을 주고 받는다는 것)의 역할을 중시"한다.

### 발달단계
개인은 저마다 자의식 발달을 통하여 자신을 의식한다. 이러한 자기발달(self-development)의 특정 유형은 생각, 활동, 견해, 느낌, 타인과의 상호작용과 같은 자기 신체와 마음 상태를 의식하게 되는 것과 관계 있다. "자의식은 특정한 한 행동만 가지고 갑자기 나타나지 않는다. 그것은 자기(the self)와 관련된 모든 행동들이 이어진 일련의 연쇄과정을 통하여서 점진적으로 발달하는 것이다." 자신의 마음 상태를 관찰하는 것을 메타인지(metacognition)라고 하며, 자기(the self) 개념이 있다는 지표로 간주된다. 그것은 초기에는 감각적 자원(sensory sources)과 기억 자원(memory sources)을 사용하는 비자기 요소들(non-self components)을 통하여 발달한다. 자기탐색(self-exploration)과 사회경험을 통하여 자의식을 발달시키는 가운데, 사람은 자기만의 사회적 세계(social world)를 확장시키고 자기(the self)와 더욱 친해지게 된다.
에모리대학교(Emory University) 필립 로샤(Philippe Rochat)에 의하면, 자의식에는 초기 발달 단계에 전개되는 다섯 단계와, 자의식이 없는 "0단계(Level 0)"에서 자의식이 두드러진 "5단계(Level 5)"까지의 여섯개의 잠재적 전망이 있다.
- 0단계 '혼란(Confusion)' : 자의식이 전무한 상태다. 거울 반영(mirror reflection) 혹은 거울 자체를 모른다. 거울을 환경이 확장된 것으로 인지한다. 성인일지라도 거울 속 자기 모습을 타인으로 몇 초 동안 인식함으로써 놀라게 된다.
- 1단계 '구별(Differentiation)' : 거울이 사물을 비춰 보인다는 것을 깨닫는다. 거울 속 물체는 실제 자기 주변을 둘러싼 것들과 다르다고 인식한다. 거울 속 자신의 움직임과 주위 환경의 움직임을 구별할 수 있다.
- 2단계 '상황(Situation)' : 거울 속 움직임과 자기 몸에서 인지한 것을 연결지을 수 있다. 거울에 비친 형상이 자기에게 특별하게 되는 공간인 투영면(projected surface)에서, 자기탐색의 최초 단서를 발견한다.
- 3단계 '신분확인(Identification)' : 자기(self)를 확인하는 능력을 새로 갖춘다. 거울 속에 있는 건 타인이 아니라 바로 자기자신이라는 것을 알게 된다. 아이가 자기 자신의 모습을 바탕으로 거울에 비친 상이 무엇인지를 인식하는 대신, 거울에 비친 상을 통하여 자기 자신이 누구인지를 인식하기 시작하는 것과 같다.
- 4단계 '지속(Permanence)' : 눈앞에 보이는 거울상을 넘어서 자기가 누구인지 확인(identify the self)할 수 있게 된다. 지금과는 다르게 보이거나 더 젊은 예전 사진들에서 자기를 확인할 수 있다. "지속적인 자기(permanent self)"는 현재 지금 경험되고 있는 것이다.
- 5단계 '자기의식 혹은 메타 자의식(Self-consciousness or "meta" self-awareness)' : 일인칭 시점뿐 아니라 삼인칭 시점으로도 자기를 볼 수 있다는 것을 깨닫는다. 자신이 타인의 마음 속에 있을 수 있다는 것을 이해하기 시작한다. 여러 사람들 입장에서 자신이 어떻게 보이는지를 알게 된다.[22]

## 영유아 및 아동 초기
아이가 세상에 태어나면서 자기 주변에 개한 개념은 물론 주변 타인의 의미에 대하여서 모른다. 생후 1년 동안에는 아기는 자신의 신체가 엄마와는 떨어져 있으며 공간 내에서 활발하고 주체적인 인자(active causal agent)인을 깨닫기 시작한다. 돌이 다가오면 아기는 자신의 움직임과 엄마의 움직임이 분리되어 있다는 것도 알게 된다. 이는 큰 발전이긴 하나 아기는 여전히 한계가 많으며 자기 모습을 모른다. 아기는 자기 얼굴을 인식하지 못한다. 18-24개월에 이르면, 아기는 자신을 발견하고 거울에 비친 상을 인식한다. 그러나 이 시기는 사회경제적 수준, 문화, 양육 차이에 따라 다양하다고 연구를 통해 밝혀졌다. 아기는 자신 앞의 상이 자기 모습이라는 걸 우연히 알게 되고 그것이 움직인다는 사실을 알아차린다. 아기는 눈앞의 일의 원인과 결과의 관계를 평가하고 생각할 수 있다는 것을 가리킨다 24개월이 되면, 아기는 자기의 행동을 관찰하고 이를 타인의 활동과 주변 환경과 연관짓는다. 거울 앞에수서 아기가 많은 경험과 시간을 보내면, 비로소 거울에 비친 상을 통해 스스로를 인식하고 그것이 자기자신이라는 것을 이해한다. 예를 들어, 한 연구에서 실험자는 큰 붉은 점을 아기가 보이도록 아기 코에 그려주고 거울 앞에 아기를 두었다. 15개월 이전 아기들은 이에 반응하지 않지만, 15개월 이상 아기들은 코를 만지고 코에 그려진 게 뭔지 궁금해 하거나 가리킨다. 이는 거울에 비친 모습이 자기 자신이라는 것을 인식한다는 것을 보여준다. 거울자기 인식 과제(mirror-self recognition task)라는 것은 이와 유사한데, 이는 다년간 연구 도구로 사용되어 오면서 아기들의 자기감(sense of the self)이나 자기 인식의 기반을 제공하였다. 예를 들어, 장 피아제(Jean Piaget)는 아기가 자신의 신체에 대한 외부세계와의 공간적 인과적 관계를 표현하기 시작하면서 신체자기(the bodily self)의 객관화가 발생한다고 본다.(Piaget, 1954). 얼굴인식(Facial recognition)은 자의식 발달의 중심축이다. 18개월이 되면 아기는 자기 이름을 타인에게 말할 수 있으며, 자기 모습이 있는 사진을 보면 자기인 줄 안다. 2세가 되면, 아기는 성별 범주(gender category)와 연령 범주(age categories)를 알게 되며, '나는 남자가 아니라 여자야'나 '나는 어른이 아니라 아기야'라는 식으로 말하게 된다. 청소년이나 성인 수준은 아니지만, 어린이 중반이 되고 다시 청소년기에 이르면, 고도의 자의식과 자기묘사(self-description)를 하게 된다.
아리가 감각을 기르면서, 주변에 존재하는 것을 인식하고자 다양한 감각을 이용하는데, 아기는 얼굴 다중활성화(facial multi stimulation)라는 것에 영향을 받는다. 필리페티(Filippetti), 파로니(Farroni), 존슨(Johnson)의 실험에서, 5개월 영아는 안면기입환상(enfacement illusion)이 주어진다. 아기는 또래 아기의 뺨에 붓으로 쓰다듬는 비디오 영상을 보는 동안, 아기의 뺨이 동시에 비디오와 어루만져지게 되고, 다른 사람과는 시간차를 두어 만져졌다. 아기는 친구의 모습을 인식하고 자기 모습과 연결 짓게 되는 것으로 밝혀졌는데, 이는 환상의 도움을 받아서 아기가 자기에 대한 얼굴인식을 하기 시작했다는 것을 보여준다.

### 장 피아제
학교에 들어가면, 아이의 개인적 기억에 대한 인식이 자기 자신의 감각으로 이행한다. 아이는 자신의 호불호에 따라 관심사를 개발한다. 의식 경험(conscious experience)이 기억에 점차 축적되면서, 이러한 이행을 통하여 아이의 과거, 현재, 미래에 대한 인식이 성장하게 된다. 미취학 시기에는, 사물에 대하여 일반화하기보다는 개별적이고 특정한 세부 사항에 관심을 갖기 시작한다. 예를 들어, 아기 때는 스포츠를 좋아한다 정도를 표현한다면, 이 시기에는 좋아하는 농구팀이나 야구팀을 말하는 수준이 된다.
또한 이때는 아이들이 특정 선호를 표현하기 시작하며(예 : 햄버거를 좋아한다), 특정한 자기 물건이 어떠한 것인지를 인식한다(예 : 집에 애완동물 새가 한 마리 있다). 장 피아제(Jean Piaget)는 이 시기를 발달의 '전조작단계(preoperational stage)'라고 명명하였다. 이 시기 아이는 많은 걸 해보지 못하였기에 자기 자신을 정확히 판단하지 못한다. 예를 들어, 아이는 정글짐을 통과할 수 있을 만큼 성장하였는데도 이를 인식하지 못하거나, 숫자를 셀 줄 알면서도 이를 가지고 산수 문제를 풀 수 있다는 것을 생각하지 못한다.

## 청소년기
청소년기에는 감정을 인식하게 된다. 2세 무렵에는 대부분은 수치, 죄책감, 자부심, 당황과 같은 감정을 안다. 그러나 이러한 감정이 자신의 삶에 어떻게 영향을 주는지는 잘 모른다. 13세에 이르면, 아이는 이러한 감정들에 더 친숙해지고 삶에 이를 적용한다. '자기 구축(The Construction of the Self)'이라는 이름의 연구에서는, 청소년 대부분이 친구들 사이에서는 행복감과 자부심을 보이지만, 부모가 실망할 것을 두려워하여 부모 앞에선 무기력하고 분노하는 모습을 보인다. 또한 이들은 교사 앞에서는 지적이고 창의적인 모습을 보이지만, 모르는 사람 앞에서는 수줍어하고 불편하며 긴장된 모습을 보인다.
아동 초기 단계보다 성숙한만큼, 청소년기 발달 과정에서의 자의식에 대한 정의에는 보다 복잡하고 감정적인 맥락이 있다. 이러한 요소에는 자기상(self-image), 자기개념(self-concept), 자기의식(self–consciousness), 기타 필립 로샤의 자의식 발달 마지막 단계에서 보이는 특성들이 있지만, 이에 국한된 것도 아니다. 그러나 이전 시기의 정의 내에서는 여전히 구분되는 개념이다. 사회적 상호작용(Social interactions)은 청소년기 자의식 요소는 물론, 감정 인식 기술을 나눈다.
크리스티나 마리나 산두(Cristina Marina Sandu), 게오르게타 파니소아라(Georgeta Pânișoară), 이온 오비디우 파니소아라(Ion Ovidiu Pânișoară)는 10대 청소년과의 연구를 통하여 이러한 사실을 증명하였고, 17세 학생에게는 성숙한 자의식이 있다는 것을 보였다. 이는 자기개념, 자기상, 자기의식 등이 자의식과 어떻게 연관되는지라는 문제에 대한 명확한 틀을 제공한다.

### 정신건강
청소년기에 이르면, 감정의 예민도가 메타인지(meta cognitive) 상태로 확장되는데, 이러한 상태에서는 감정적 사회적 발달 수준이 고양됨에 따라 정신건강 문제가 더욱 뚜렷할 수 있다. 맥락적 행동과학(contextual behavioral science)에는 정신건강과 관련된 청소년기 자의식이 관여하는 '내용으로서의 자기(Self-as-Content)', '과정으로서의 자기(Self-as-Process)', '맥락으로서의 자기(Self-as-Context)'와 같은 요소가 존재한다. 모런(Orla Moran), 알마다(Priscilla Almada), 맥휴(Louise McHugh)는 이러한 자기영역(domain of self)은 다양한 능력에서의 정신건강과 관련있다고 본다. 분노조절(Anger management) 역시 청소년기 자의식 개념과 관련된 정신건강 영역이다. 자의식 트레이닝(Self-awareness training)은 청소년의 분노조절 문제와 공격성향을 줄이는 것을 초점으로 해왔다. 충분한 자의식을 갖춘 청소년은 마음의 안정과 자신에 대한 인식을 고양하게 되며, 분노하게 되면 우선 자신의 내면에서 발생하는 분노를 인식하고 다은으로는 이를 다루기 위해 노력한다.

## 철학

### 로크
존 로크(John Locke)는 자의식에 관한 철학 논쟁을 다뤘다. 로크는 르네 데카르트(René Descartes)의 명제 '나는 생각한다, 고로 존재한다' (코기토 에르고 숨Cogito ergo sum)의 영향을 받았다. "1689년 출간한 『인간 지성론(An Essay Concerning Human Understanding)』 제27장 '정체성과 다양성(On Identity and Diversity)에서, 로크는 의식(consciousness)에 대하여 자기확인(self-identification)의 반복으로 개념화하였다. 그리고 이를 통하여 도덕적 책임(moral responsibility)이 주체(subject)에게 속할 수 있으며, 따라서 처벌과 죄책감이라는 것은 정당하다는 것을 말하였다. 프리드리히 니체(Friedrich Nietzsche) 등은 양심의 심리학(psychology of conscience)은 사람 안의 신의 목소리(the voice of God in man)가 아니며, 잔혹성의 본능으로, 문화 기반에서 가장 오래되고 불가분한 요소들 중 하나로 표현되는 것이라고 비판하였다. 그러나 로크는 자의식이나 자기인식(self-consciousness)이라는 용어를 사용하지 않았다.
로크에게 있어 개인 정체성(personal identity)에 해당하는 자기(the self)는 물질(substance)이 아닌 의식(consciousness)에 달려있다. 현재의 사고와 행동을 인식하는 것처럼, 과거나 미래의 생각과 행동을 의식한다는 점에서 우리는 같은 인간이다. 의식이 모든 사고를 배가하는 이러한 '사고'라면, 개인 정체성은 의식의 반복되는 행위에만 기반을 두게 된다. "이는 우리에게 개인 정체성이 존재하는 곳을 보여준다. 그것은 물질의 정체성이 아니라 ... 의식의 정체성에 있다." 예를 들어 누군가 자신이 플라톤(Platon)이 환생한 것이며 따라서 그의 영혼을 가지고 있다고 말한다. 그러나 오직 플라톤이 직접 했던 사고와 행동 그대로의 의식을 갖는 경우에만 그 사람은 플라톤이라고 할 수 있다. 따라서 자기정체성(self-identity)은 영혼에 기반을 두지 않는다. 한 영혼은 다양한 인격들(personalities)을 갖는다.
로크는 인격체(the person)는 그대로지만 물질은 변하기에 자기정체성은 신체나 물질에 기반하지 않는다고 주장한다. 동물의 몸은 평생 자라고 바뀌기에 "동물 정체성은 물질 정체성이 아닌 생명 정체성(identity of life)에서 보존된다." 로크는 한 왕자와 구두수선공의 영혼이 뒤바뀐 이야기를 한다. 왕자는 모습은 더 이상 왕자가 아님에도 여전히 자신을 왕자라고 생각한다. 이는 개인 정체성이 의식에 기반하므로 오로지 본인만이 자신의 의식이라는 것을 알 수 있다. 따라서 외부의 다른 사람들은 그가 진짜 왕자의 인격체인지 아니면 신체만 왕자인지를 판단하고 처벌할 수 있는지를 모른다는 문제가 야기된다. 로크는 영혼이 아닌 신체의 활동으로 판단되며 신만이 활동을 정확히 판단할 수 있다고 주장한다. 또한 사람은 자기가 의식하는 행동에만 책임이 있다. 이는 무의식적으로 비이성적이거나 정신병 상태에서 행한 행동에 대하여서는 책임이 없다는 형법상 책임능력(insanity defense)의 기반이 된다. 개인의 책임에 대하여, 로크는 "어떠한 과거 행동들이라도 인정할 수 없거나 의식상 현재의 자기에게 맞지 않더라도, 그러한 행동들을 행한 적이 없는 경우에 비하여, 책임과는 무관할 수 있다. 그리고 어떤 행동에 대한 보상이나 처벌, 기쁨이나 고통을 받는 것은, 어떠한 불이익 없이 그 일차적 존재(first being) 내에서 행복하거나 비참하게 되는 것과 같이, 어느 쪽이 되든 아무렇지
않은 것"이라 하였다.

## 장애
자신의 결함을 모른다는 뜻의 의학 용어는 질병불각증(anosognosia, 혹은 질병인식불능증, 질병실인증, 질병불인)이며, 쉬운 말로는 통찰의 결여(lack of insight)라 한다. 의식 부족은 치료 위험과 복무 불복종을 일으킨다. 질병이 있다는 사실을 부정하는 사람은 아무 것도 잘못된 것이 없다고 믿기에 전문가의 도움을 구하지 않는다. 자의식 장애는 흔히 전두엽(frontal lobe) 손상 이후에 발생한다. 자의식의 결여가 얼마나 심각한지에 대한 측정을 위한 방식이 두 개가 있다. 환자 능숙도 평가척도(The Patient Competency Rating Scale, PCRS)는 두뇌 외상을 입은 환자의 자의식을 평가한다. PCRS는 30개 항목의 자기보고 도구(self-report instrument)로서, 리케르트 5점척도(5-point Likert scale)를 사용하여 다양한 과제와 기능 수행에서 보이는 어려움의 정도를 측정한다. 이와 별도로 환자를 잘 아는 친척이나 타인들에게도 같은 항목으로 환자를 측정하도록 요구한다. 친척과 환자의 인지 사이에서 나타나는 차이점은 자의식 문제의 간접 척도로 여긴다. 이 실험의 한계는 친척의 답변에 있다. 이들의 답변은 편견을 야기할 수 있다. 이 한계로 인하여 제2의 환자의 자의식 테스트 방식을 실시한다. 환자에게 왜 자신이 병원에 있는지 혹은 몸에 무슨 문제가 있는지 묻는 것만으로도, 환자가 알고 있는 것과 분석하고 있는 것에 관하여서 설득력 있는 답변을 얻을 수 있다.

### 질병불각증
질병불각증은 조셉 바빈스키(Joseph Babinski)가 고안한 것으로, 우측대뇌반구(right cerebral hemisphere)의 뇌졸중 이후 좌측 반신불수(hemiplegia)가 된 환자가 왼쪽 팔이나 다리가 문제가 있다는 사실을 부정하는 임상 조건 상태를 말한다. 이 질병은 반신불수 질병불각증(anosognosia for hemiplegia, AHP)로 알려져 있다. 이 병은 몇년간 진화해 왔으며 현재는 신경학적 사례와 신경정신학적 사례에서 모두 주관적인 경험(subjective experience)이 없는 사람을 설명하기 위하여 사용한다. 여러 장애들이 질병불각증과 관련 있다. 대뇌 피질 장애(cortical lesion)로 시력을 잃은 환자는 시력 상실의 사실을 인지 못하여 시각 장애가 없다고 말할 것이다. 실어증(aphasia) 환자나 기타 인지장애(cognitive disorder) 환자 역시 자기의 문제를 인지하지 못하기에 질병불각증이 있을 수 있으며, 발음이 틀려도 말해도 병을 인지 못하기에 고치려 하지 않을 것이다. 알츠하이머병(Alzheimer's disease) 환자는 인식이 불가하다. 이 문제는 알츠하이머 환자에 있어 가장 심각하다. 질병불각증의 큰 문제점은 질병불각증 환자나 기타 질병을 갖고 있는 환자는 이런 사실을 모르기에 끝내는 자신을 위험한 상태나 환경에 처하게 할 수 있다는 것이다. 현재는 AHP에 대한 치유법이 없지만, 전정자극(vestibular stimulation) 이후에 일시적 차도가 보인다고 보고되어 왔다.

### 해리성 정체성 장애
해리성 정체성 장애(Dissociative identity disorder) 혹은 다중인격 장애(multiple personality disorder, MPD)는 정체성 왜곡을 수반하는 장애로, 각각 다른 시간에 두 개 이상의 분열된 개별적인 인격 상태나 정체성이 개인의 행동을 통제하는 것이다. 하나의 정체성은 다른 하나의 정체성과 다른 것이며, 해리성 정체성 장애 환자가 정체성 중 하나의 영향 하에 처하면, 다른 정체성에서의 경험을 잊게 된다. "하나의 정체성의 통제 하에서 다른 정체성 상태에서 경험한 사건을 기억하지 못한다." 이들은 시간손실(time loss), 기억상실(amnesia)를 경험하고, 다른 인격에서 다른 습관, 태도, 발화, 사고를 보인다. 이들은 자신이 가지고 있는 다른 삶이나 조건을 모르고, 마치 다른 사람의 렌즈를 통해 자기 삶을 보고 있는 것처럼 느끼며, 심지어 거울을 봐도 자기를 인지하지 못한다. 다음 두 사례는 해리성 정체성 장애에 대한 인식을 불러왔다. 첫번째 사례는 이브(Eve)의 사례이다. 이 환자는 현모양처의 백인 이브, 접대부의 흑인 이브, 지식인 제인(Jane) 세 인격을 가지고 있었다. 스트레스로 인하여 이브의 병증 삽화는 악화되었다. 심지어 딸을 목졸라 죽이려 했었으나 이브는 이후 이에 대한 기억이 없었다. 이브는 몇년 동안 치료를 받았고, 이후에는 자신의 대체 인격들을 다루는 법, 자신의 장애와 삽화를 인식하는 법을 배울 수 있었다. 당시 이브의 증상은 매우 드문 것이었기에 이브의 세 얼굴(The Three Faces of Eve)이라는 책과 영화로 각색되었고, 심지어 이브 본인은 『나는 이브다(I'm Eve)』라는 자서전도 냈다. 의사들은 대공황(the Depression) 시기에 성장기를 보내면서 타인에게 가해지는 끔찍한 일들을 목격한 것이 이브에게 감정적 고통과 주기적 기억상실을 일으켰고, 끝내는 해리성 정체성 장애를 불러일으켰다고 추측하였다. 두 번째 사례의 주인공은 셜리 메이슨(Shirley Mason) 혹은 시빌(Sybil)로, 다른 성격과 재능을 가진 16개 이상의 분열 인격을 가지고 있었다. 유년기 시절 셜리에게 가해진 어머니의 학대로부터, 의사들은 이때의 트라우마가 셜리의 인격을 분열(split)시켰다고 보았으며, 셜리의 장애가 아동학대로부터 생긴 것이라는 증명되지 않은 가설로까지 발전하면서 장애가 유명해지게 되었다. 그러나 1998년 시빌의 사례는 거짓으로 밝혀졌다. 치료사는 시빌이 자기 자신이라고 완벽하게 느꼈음에도 다른 자아로 행동할 것을 부추겼다. 책 출판과 TV 각색을 위하여 증상이 과장되었던 것이다. 이 일로 해리성 정체성 장애에 대한 인식이 꺼지기 시작하였다. 현재도 증명된 장애 원인은 발견되지 않았지만, 심리치료, 약물치료, 최면치료, 보조요법이 매우 효과있다고 밝혀졌다.

### 자폐스펙트럼장애
자폐스펙트럼장애(Autism spectrum disorder, ASD)는 사회적 의사소통에 부정적으로 영향을 주고 행동 장애를 형성하는 신경발달상의 장애를 말한다.(Understanding Autism, 2003). 자폐스펙트럼장애와 자폐증(autism)은 모두 두뇌 발달의 복합 장애들을 가리키는 용어이다. 정도는 다양하지만 이 장애들은 모두 사회적 상호작용의 어려움, 언어적 비언어적 반복 행동을 특징으로 한다. 자폐스펙트럼장애는 가상 기형(imaginative abnormalities)을 일으킬 수 있으며, 경증에서 중증까지 다양한데, 특히 감각운동(sensory-motor), 인지(perceptual) 및 정서(affective) 측면에서 그렇다. 장애 아동은 자의식과 자기 수용(self acceptance)과 다툰다. 사회적 사고와 행동 영역에서 장애 아동이 보이는 다른 사고 패턴은 스스로를 이해하는 능력과 타인과의 사회적 연결을 위협한다. 자폐환자 75% 정도는 정신적으로 장애가 있으며, 나머지 25% 아스퍼거 증후군(Asperger's Syndrome) 환자는 양호한 인지 기능에 있어 평균치를 보여준다. 증상의 정도의 차이에 따라 다르지만 자폐 아동은 사회적 상황 속에서 스스로 분투하며 힘들어 한다. 캠브리지대학교(University of Cambridge) 과학자들은 자의식이 자폐스펙트럼장애 환자에게 가장 큰 문제라고 하였다. 이들은 실험참가들에게 자신의 사고, 의견, 선호는 물론 타인의 사고, 의견, 선호에 대하여서도 판단하라고 요청하였고, fMRI를 이용하여 실험참자가자들의 두뇌활동을 측정하였다. 실험 결과 가장 근접한 뇌영역은 사람이 자기자신에 대하여 생각할 때 활성화되는 복측전전두엽피질(ventromedial pre-frontal cortex, vMPFC)이었다.

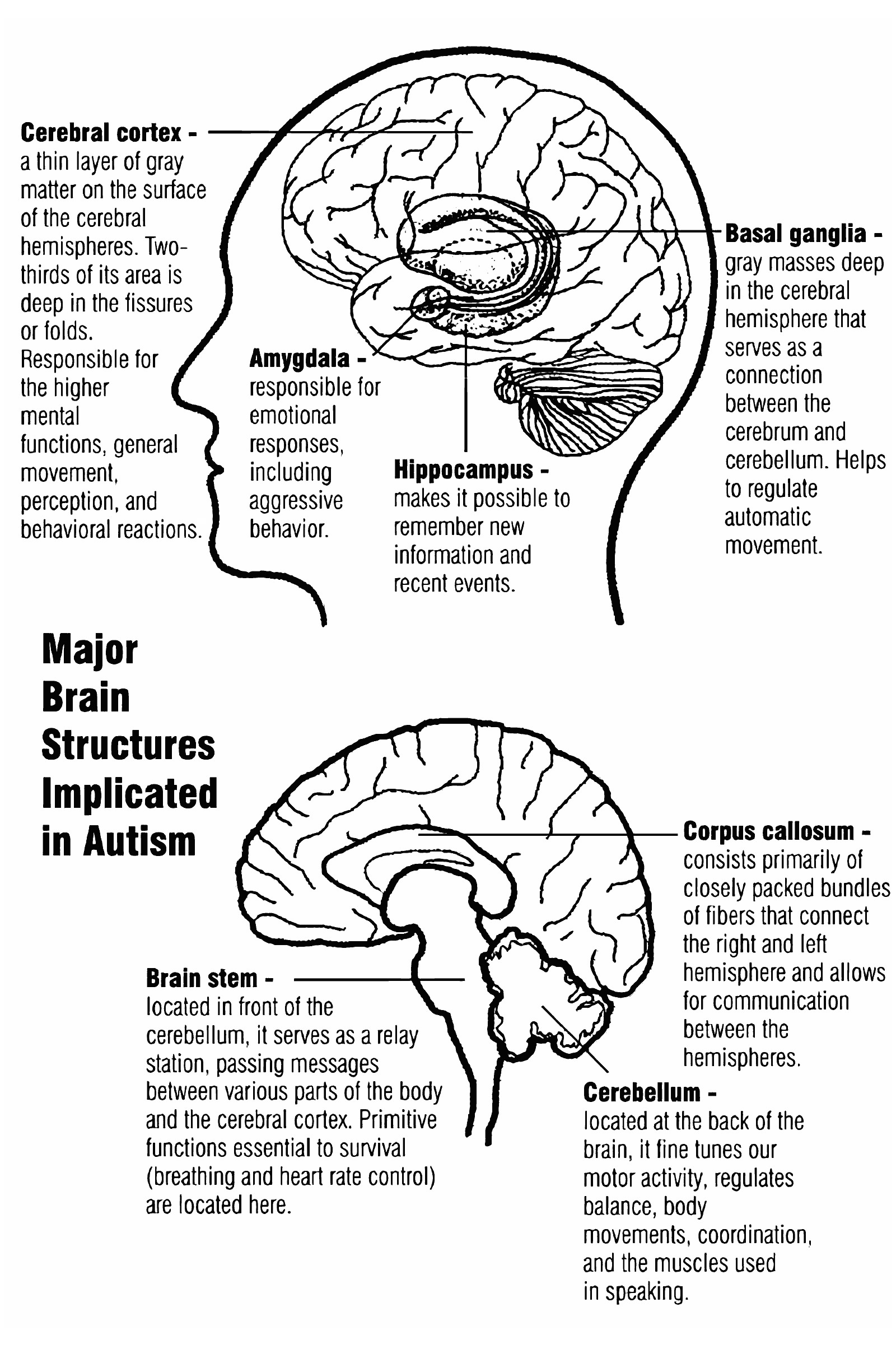
자폐증 뇌구조.

스탠포드대학교 연구는 자폐스펙트럼장애의 자의식 이해를 통해 두뇌회로를 지도화하려 하였다. 이 연구는 자의식이 사회적 상황(social situation)에서 주로 결여되지만 사적인 경우에 더욱 자의식을 인지한다는 것을 제시한다. 타인과 함께 있는 상황에서 상호적 대인관계에 몰두할 때 자의식 기제가 작동하지 않는다. 장애 척도 상에서 고도 기능을 나타내는 환자는 감각과부하(sensory overload)나 곧바로 사회적 노출을 하지 않는다면 혼자 있을 때 자의식을 더 느낀다고 보고되었다. 자의식은 사회적 상황이 요구되는 경우에 사라지게 된다. 이 이론은 자기보존(self-preservation)을 위하여 행동억제체계(behavioral inhibitory system)가 작동하기에 이런 현상이 발생한다고 시사한다. 행동억제체계는 달리는 버스에서 뛰어내리거나 뜨거운 난로에 손을 대는 자해행위를 방지한다. 위험 상황이 인지되면 행동억제체계가 나타나고 우리의 활동성을 억제한다. 자폐스펙트럼장애 환자는 이러한 억제체계가 매우 강력하여서 촉발요인으로 작동하고 장래에 초래될 위험이나 위협에 과민성(oversensitivity)을 보인다. 낯선 사람이 등장하거니 라디오에서 큰 소리가 나올 때 이러한 위험이 인지될 수 있다. 이런 상황에서 자의식은 자기보존욕구로 인하여 위축될 수 있고 사회적 평정과 적절한 상호작용을 꺾게 된다.
홉슨 가설(The Hobson hypothesis)은 자폐증은 영아기에 인지적 언어적 개입의 부재로부터 시작되는데 이는 반영적 자의식(reflective self-awareness)의 손상을 불러온다는 것이다. 연구에서는 자기이해상담(Self-understanding Interview)을 이용하여 10명의 아스퍼거 증후군 아동을 실험하였다. 이 상담은 데이먼(Damon)과 하트(Hart)가 개발하였으며, 순차적으로 난도 있는 단계를 따라서 사고능력을 측정하는 7가지 핵심 영역이나 도상에 집중한다. 이 상담은 자기 이해 단계가 나타나는지를 평가한다. 연구는 아스퍼거 증후군 아동이 대상으로서의 상담 내용 중 자기(self-as-object)와 주체로서의 자기(self-as-subject) 분야에서 문제가 있는데, 이는 자폐스펙트럼환자의 자의식과 자기성찰(self-reflection) 능력이 결여되어 있다는 홉슨의 주장을 뒷받침한다. 자기이해(Self-understanding)는 개인이 자신의 과거, 현재, 미래를 스스로 설명하는 것이다. 자기이해사 없으면 자폐스펙트럼환자에게서 자의식이 결여된다고 보고되었다.
공동관심(Joint attention, JA)은 자폐스펙트럼장애 환자에게서 긍정적인 자의식을 강화시키는 교수 방식으로 개발되었다. 공동관심 전략은 반사된 거울상과 그 거울상이 얼마나 환자의 반사된 상과 얼마나 연관되어 있는지를 가르치는데 사용되었다. 거울자기의식발달(Mirror Self Awareness Development, MSAD) 활동은 자폐스펙트럼장애 환자의 자의식이 증가된 것을 측정하기 위한 4단계 틀로서 사용되었다. 자의식과 그에 관한 지식은 단순히 직접 설명한다고 해서 가르칠 수 있는 것이 아니다. 대신 학생들은 자기 환경과의 상호작용을 통하여서 이러한 지식을 획득한다. 거울이해와 자기 발달과의 연관성을 통하여, 수치로 확인할 수 있을 정도로 환자에게서 자의식이 증강된 것이 확인된다. 또한 자의식의 발달 단계를 이해하는데 필요한 도구로서 거울이해는 개입도와 선호도 모두 높은 것으로 증명된다.
자폐스펙트럼장애 환자들에게서 자의식이 보이는 정도에 관하여 시행된 이론과 연구는 다양하다. 과학자들은 자기와 자의식 이해에 관한 다양한 두뇌영역에 관하여 연구를 진행해 왔다. 그 결과 자폐스펙트럼 장애로부터 타격을 입는 특정 뇌 영역이 있다는 사실을 증명하였다. 또한 거울자의식발달(Mirror Self Awareness Development)과 같은 공동활동(Joint Activities)을 통하여 자기 자신에 대하여 더 알게 하는 것은 긍정적인 자의식과 성장을 가르칠 수 있다는 연구 결과도 있다. 자의식 구축을 돕는 과정에서 자부심(self-esteem)과 자기수용(self acceptance)도 구축할 수 있다. 이를 통해 자폐스펙트럼장애 환자가 자신을 환경과 연관짓고 타인과의 사회적 상호작용도 증진하는데 도움될 수 있다.

### 조현병
조현병(Schizophrenia)은 중뇌변연계(mesolimbic tract)에서의 과도한 도파민(dopamine) 활성화와 중뇌피질계(mesocortical tract)에서의 저조한 도파민 활성화가 특징인 만성적 정신질환으로, 사회화에 대한 인지 저하와 함께 정신병 증상을 야기한다.
정신질환 진단 및 통계 편람(Diagnostic and Statistical Manual of Mental Disorders, DSM)에 의하면, 조현병 환자는 양성질환, 음성질환, 정신운동성질환이 모두 혼재되어 나타난다. 이러한 인지왜곡은 환자에게 비정상적인 기능상의 패턴을 형성하는 왜곡된 현실에 대한 신념과 사고를 동반한다. 조현병의 원인은 많은 유전자를 수반하는 상당량의 유전적 요소를 가지고 있다. 조현병 유전성은 80%에 이르지만 실제로는 가족력으로 인한 조현병은 60%에 불과하다. 결국 조현병의 원인은 유전적 요인과 환경적 요인이 혼합된 것임을 알 수 있다. 스트레스를 야기하는 사건들은 유전과 연령에 있어 조현병 위험성이 있는 사람들의 발병을 촉발하는 환경적 요인이 된다고 본다. 환자들의 자의식 수준은 빈번히 연구되는 주제이기도 하다.
질병 상태로서의 조현병은 심각한 인지불능(cognitive dysfunction)을 특성으로 하며, 환자가 이 결함을 어느 정도로 아는지는 불분명하다. 메달리아(Alice Medalia)와 림(Rosa W.Lim)의 2004년 연구에서는 집중, 비언어 기억, 언어기억에서의 환자의 인지결함 인식에 대하여 조사하였다. 연구 결과(N=185), 환자의 자신에 대한 인지기능 평가는 전문가의 환자에 대한 평가와 큰 차이를 보임을 나타내었다. 한 사람의 의식에 접속하는 것과 조현병 환자의 신념이 무엇인지를 이해한다는 것은 줄가능하지만, 연구와는 상관없이 환자는 자신의 인지기능 추론에 대하여 전혀 모른다. (DSM-5)에서 조현병 진단을 잗으면 한 달 동안 다음과 같은 증상이 두 개 이상 나타난다. 망상(delusions)*, 환각(hallucinations)*, 비체계적 언어(disorganized speech)*, 비체계적/긴장성 행동(grossly disorganized/catatonic behavior), 음성 증상(negative symptoms) (*이 표시된 세 증상은 환자를 진단하는데 있어 반드시 나타나야 한다.) 이런 증상들이 매우 두드러지며 할로페리돌(haloperidol)이나 록사핀(loxapine)과 같은 항정신병제제(antipsychotics), 클로자핀(clozapine)이나 리스페리돈(risperidone)과 같은 비정형적 항정신병제제(atypical antipsychotics), 가족개입(family interventions)과 사회적 기술(socials skills) 등의 정신사회적 치료법을 섞어 치료해야 하기도 한다. 환자가 치료에 들어가서 회복을 보이면, 행동에 대한 기억이 극소량으로 나타난다. 따라서 치료 이후에도 조현병 진단의 자의식은 거의 없으며
환자에게서 발병하고 우세한 경우 이후에도 마찬가지다.
아마도르(Amador) 등은 추후 연구를 통하여 이러한 발견을 더욱 뒷받침하였다. 연구는 환자 통찰력(patient insight), 순응(compliance), 병의 진도(disease progression) 사이에 연관성이 있다는 것을 보여준다. 조사자들은 질병에 대한 통찰이 정신질환 불인지 평가 척도(Scale to Assess Unawareness of Mental Disorder)를 이용하여 평가하였으며, 43명 환자로부터 질환의 정도, 병증 진행 경로, 치료 순응 장도에 따라서 측정되었다. 통찰력이 부족한 환자는 치료에 순응하려 하지 않았고 그만큼 예후도 좋지 않았다. 환각을 보이는 환자는 관계 망상(delusions of reference), 사고주입(thought insertion) 혹은 사고철회(thought withdrawal), 사고전파(thought broadcast), 피해망상(delusions of persecution), 과대사고나 망상(grandiosity) 등의 양성 증후를 보였다. 이런 증상들은 환자의 현실을 바라보는 관점을 왜곡하여 환자가 믿는대로 실제 발생한다고 생각한다. 예를 들어, 관계망상 환자는 내일 비가 온다는 기상캐스터 예보에 대하여, 비가 오는 것과는 상관 없이 기상캐스터가 자신에게 던지는 경보 메시지라고 이해한다. 사고전파는 모든 사람이 자신의 사고를 들을 수 있다고 생각하는 것이다. 이 증상이 심햊면 환자는 아무것도 없는데도 무언가가 기어오르고 있다거나 냄새가 난다고 착각한다. 이 환각은 매우 강렬하며 환자에게 자신의 인지 밖에는 아무것도 없다는 것을 설득시키기가 어려우며, 환자에게는 자신이 경험하고 있는 것이 실제론 부재하가는 사실을 이해하고 환자 스스로 인식하는 것이 극히 어렵게 된다.
또한 2013년 베드포드(Nicolas J. Bedford)와 데이비드(Anthony S. David) 연구는, 조현병의 여러 측면에 대한 거절 대 수용과 그것이 자기반영에 끼치는 효과(N=26)에 대하여 연구하였다. 연구 결과, 질병에 대하여 부인하는 경향이 높은 환자는 스스로 평가한 정신질병에 대한 상기 능력이 떨어졌다. 환자들의 감각과 감정이 매우 강렬하기에, 병에 대한 부인은 회복에 상당한 어려움을 가져다 준다. 이 연구를 통해, 조현병 환자 대부분은 여러 요인들과 진단을 통해 드러난 병증의 심각성으로 인하여, 자신의 병에 대한 자각을 하지 못한 것으로 드러났다.

### 양극성 장애
양극성 장애(Bipolar disorder)는 기분, 에너지, 기능 능력의 변화를 유발하는 병이다. 자의식은 환자에게 있어 치명적인데, 양극성 장애나 다른 문제들 때문에 특정 방식을 느끼는 것을 구분할 수 있어야 하기 때문이다. "인격, 행동, 기능부전이 양극성 장애에 영향을 주기에 이러한 구분을 하기 위해 당신 자신을 알아야 합니다." 자의식이 기분과 함께 변하기에 양극성 장애는 진단하기가 어렵다. "예를 들어, 새로운 사업을 위한 자신감과 영리한 사고로서 당신에게 나타나는 것은 과대 사고(grandiose thinking)와 조증 행동(manic behavior)일 수 있다." 감정기복(mood swing)의 부조리를 이해하는 것과 조증삽화(manic episode)에 휩싸인 것 사이에서 문제가 발생하지만, 행동은 정상이라고 합리화한다.
양극성 장애 증상과 그렇지 않은 것을 구분할 수 있는 것이 중요하다. 매튜(Anandit J. Mathew) 등의 연구는 자기와 차도 중인 양극성장애 환자에게서 병을 인지하고 있는지를 검사하는 것이 목적이었다.
연구는 인도 벨로르(Vellore) 크리스천 의과대학(Christian Medical College) 정신의학과(Department of Psychiatry)에서 이뤄졌는데, 이 센터는 정신 장애와 행동 장애를 가진 환자를 관리하는 것에 특화되어 있다. 50명의 남성환자와 32명의 여성환자 총 82명의 환자가 연구 참여에 동의하였다. 환자들은 ICD-10이 규정한 양극성 장애 I유형과 II유형 진단 기준을 충족시켰으며 치유되고 있는 중이었다. 그리고 연구 전에 다양한 기본 평가를 거쳤다. 평가에는 소품문(vignette )을 사용하였고 이후 환자 행동에 있어 평가 도구로 사용되었다. 그리고나서 환자는 무작위로 두 집단으로 나뉘었는데, 한 집단은 구조화 교육 개입 프로그램(structured educational intervention programme) (experimental group)을 사용한 반면, 다른 한 집단은 대조군(control group)으로 일반 치료를 받았다.
연구는 면담에 기반하였으며, 면담에서 환자는 인지된 원인, 연쇄결과, 심각도, 신체, 감정, 사회 네트워크, 가정생활에 끼치는 영향, 직장, 심각도, 가능한 행동 경로, 도움 요청 행동, 의사나 치료사의 역할이 끼친 영향 등에 관하여 제한 없는 질문을 받았다. 맥네마 테스트(McNemar's test)를 사용하여 환자의 질병에 대한 환자의 설명과 조망을 비교하였다. 그 결과, 질병에 대한 환자의 신념은 양극성 장애의 원인일 수 있는 것과 일치하였으나, 증상이 활성화중이었던 환자등에 대한 연구에서는 환자들이 자신의 병에 대하여 내린 평가 사이에 불일치가 있었다. 이는 양극성 장애 환자에게 자의식이 자리잡는 것이 어렵다는 사실로 연결된다.
연구는 차도를 보이고 있던 환자들과 이뤄졌지만. 차도 중인 환자에 비하였을 때 활성화 중인 환자에게서 차이점을 보인다는 점은, 회복 과정을 통하여 자의식이 진화하고 발전한다는 것을 보여준다.

## 식물
식물의 자기구별(Self-discrimination)은 자기자신은 피하지만 주변의 타인에게는 그렇지 않은 뿌리, 덩굴손, 꽃에서 발견된다.

### 식물의 자의식을 보여주는 자기불화합성 기제
식물의 자의식은 자의식 분야의 주변부 주제였으며 주로 식물학자들이 연구하였다. 식물이 자기를 인지할 수 있다는 주장은 유전자 선택 기제(gene selecting mechanism)로 자기를 재생산할 수 없다는 증거에 근거한다. 덩굴식물은 식물의 덩굴손에 있는 화학수용체(chemical receptor) 때문에 자기 몸을 감싸는 걸 피한다는 것이 증명되었다. 식물에만 자기 인식은 자기를 식물이 인지할 수 있지만 알려진 기타 자의식 이론은 자기가 아닌 것을 인지하는 능력이다.

### 식물 생식에 있어 자기 인식과 거절
준 나스랄라(June B. Nasrallah) 연구에서는 식물의 수분 기제(pollination mechanism) 또한 자기재생산(self-reproduction)에 반하는 기제로서, 식물이 자기인식 유기체일 수 있다는 과학적 증거의 기반이 된다. 자기불화합성(Self-incompatibility, SI) 기제는 식물의 자기 인식은 비자기(non-self)가 아니라 자기를 인지하는 능력에서 유래한다는 점에서 독특하다. 자기불화합성 기제 기능은 주로 유전자 S-locus 수용체 단백질 키나아제(gene S-locus receptor protein kinase, SRK)와 S-locus 시스테인-리치 단백질 유전자(S-locus cysteine-rich protein gene, SCR) 사이에서의 상호작용에 주로 의존한다. 자기수분(self-pollination)의 경우, SRK와 SCR은 엉겨서 SRK를 활성화하며, 꽃가루가 수정하는 것을 막는다. 교차수분(cross-pollination)의 경우, SRK와 SCR은 서로 엉기지 않아 SRK는 활성화되지 않으며, 꽃가루가 수정하게 한다. 즉 수용체는 꽃가루의 유전자를 수용하거나 거부할 수 있으며, 유전자가 같은 식물에서 오는 경우 자기불화합성 기제가 꽃가루의 수정을 차단하는 반응을 한다.

### 생리학적 연결을 매개로 한 거지덩굴의 덩굴손의 자기구분
후카노 유야(深野祐也, Fukano Yuya)와 야마오 아키라(山尾僚, Yamawo Akira)의 연구는 덩굴식물의 자기구분과 이미 기제가 밝혀진 다른 문(門, classification)들의 자기구분 사이에 관련성을 제시하였다. 이는 또한 식물의 자기구분 기제의 증거 기반을 찾는데도 공헌하였다. 화훼류와 해초류의 생물학적 자기구분 기제가 덩굴식물에도 보인다고 주장하였다. 이들은 스스로 이웃할 수 있는(self neighbouring) 식물과 그렇지 않은 식물에게 감촉 테스트(touching test)를 수행하여 가설을 증명하였다. 실험을 위해 상호 작용할 수 있도록 이런 식물들을 덩굴손 옆에 두었다. 이 테스트를 통해 지상식물의 자기구분이 증명되었는데, 서로 인접한 자가 식물(connected self plants)과 떨어진 자가 식물, 그리고 비자가 식물(non-self plants) 경우, 덩굴손 활동성 정도와 식물을 감싸는 가능성은 뿌리줄기(rhizome)를 통해 서로 접촉하고 있는 식물보다는 떨어져 있는 식물들에게서 높았다.

## 연극장
연극장(Theater)은 자의식 외에도 타인의 의식과 관련되어 있다. 관객의 경험과 개인의 자의식 간에는 연계성이 존재한다. 배우와 관객은 맥락을 유지하기 위하여 제4의 벽(fourth wall)을 깨서는 안되기에, 개인들은 자신의 현실(reality)에 대한 인공적인 혹은 구조화된 인식을 알아차려서는 안 된다. 이는 연극장이 그런 것처럼 타인에게 적용된 자의식과 사회적 구성체(social construct)들이 인공적인 연속체라는 것을 시사한다. 이탈리아 극작가 루이지 피란델로(Luigi Pirandello)의 작가를 찾는 여섯 명의 등장인물(Six Characters in Search of an Author)이나 이상한 나라의 앨리스(The Wonderful Wizard of Oz)와 같은 연극적 노력(Theatrical effort)은 제4의 벽의 잇따른 층을 구축하지만, 중요한 착각을 파괴하지 않는다.
어빙 고프만(Erving Goffman)의 『프레임 분석 : 경험의 조직에 대한 에세이(Frame Analysis: An Essay on the Organization of Experience)』을 참조할 것.

## 공상과학소설
공상과학소설(science fiction)에서 자의식은 인간의 필수 자질로서 이야기 배경에 따라 다르지만 비인간 존재에게 인간다움을 부여한다. 만약 컴퓨터, 외계인, 기타 대상이 자의식을 느낀다고 한다면, 독자들은 완벽히 인간으로 대우받으면서 인간과 동등한 권리, 능력, 욕구를 가지게 될 것이다. "자각(sentience)", "지혜(sapience)", "의식(consciousness)"도 공상과학소설에서 비슷한 역할을 한다.

## 로봇
자의식을 느끼기 위해서는, 로봇이 자신들의 행동을 서로 모방하기 위한 내적 모델을 사용할 수 있다.

## 같이 보기
- 내성(introspection)
- 마음이론(theory of mind)
- 자기(the self)
- 자기도식(self-schema)
- 자기실현적 예언(self-fulfilling prophecy)
- 자기의식(self-consciouseness)
- 자기인식이론(self-perception theory)
- 자아(ego)
- 자아개념(self-concept)
- 자아존중감(self-esteem)
- 자아중심주의(egocentrism)
- 통찰